# ماس إفكت 2
ماس إيفكت 2 (Mass Effect 2)  هي لعبة من نوع أكشن، تقمّص الأدوار وتصويب منظور الشخص الثالث صدرت في 2010 لـ ويندوز، بلاي ستيشن 3 وإكس بوكس 360، من تطوير شركة بايوير ونشر إلكترونيك آرتس.

## القصة
تبدأ لعبة ماس إيفكت 2 في عام 2183 بعد انتهاء أحداث الجزء الأول بفترة وجيزة. تشاهد ببداية اللعبة فيديو سينمائي لسفينة فضائية تسمى نورماندي Normandy تحلق في الفضاء وتؤدى مهمة روتينية وهي تحديد والقضاء على أي قوات من الـGeth,وذلك بقيادة القائد شيبارد شيبارد قائد سفينة نورماندي.
و لكن فجأة تصتدم في مواجهة سفينة غريبة أقوى من النورماندي بكثير وبقيادة عدو جديد اسمه Collectors ,و الذين ينجحوا في هزيمة شيبارد الذي يأمر طاقمه على إخلاء السفينة على الفور.و يذهب هو لإنقاذ صديقه Joker والذي يتولى قيادة السفينة وينجح شيبارد في وضعه بإحدى كبسولات الهروب لينطلق بسلام ولكن للاسف لم يستطع هو الهروب معه ليحلق جسده بالفضاء وهو يرى سفينته تنفجر ثم يختنق بأثر نفاذ الأكسجين ويدخل جسده نطاق الغلاف الجوى لأحد الكواكب القريبة.
و لكن هذه ليست النهاية ,فقد قامت منظمة Cerberus (إحدى المنظمات التي كانت تابعة للـAlliance ولكنها انحلت عنها ووقفت ضدها لاختلاف الاراء) بانتشال جثة شيبارد من الكوكب ,و تقوم بعلاجه ليعود للحياة من جديد وذلك عن طريق برنامج Lazarus.و بالفعل تنجح هذه التجربة الفريدة ويفتح شيبارد عينيه لأول مرة بعد مرور سنتين كاملتين على الحادث الاليم بالتحديد في عام 2185 ليجد نفسه ضيفا عند Illusive Man رئيس منظمة Cerberus ,و الذي يوضح له سبب قيامه بعلاجه وإعادته للحياة مرة أخرى وذلك لانه يثق في قدراته كقائد لقيادة حملته ضد العدو الجديد الـCollectors والذي بدأ في شن هجمات على المستعمرات البشرية بالمجرة مما يهدد بفناء البشرية.فما ان يصل هذا العدو الغاشم إلى أي مستعمرة أو مدينة بشرية يقوم بتدمير كل شيء وقتل كل من يقف في طريقه بوحشية ويأسر أكبر قدر من البشر لتحويلهم إلى وحوش تساعدهم.و يقدم Illusive Man للقائد شيبارد أولى مساعداته وهي سفينته الجديدة والتي يسميها Shepardبسفينة NormandySR-2 في ذكرى سفينته القديمة.و يقدم له أيضا قائمة تحتوى على مجموعة من أفضل المقاتلين بالمجرة وهم :عالم من جنس الـSalarian ,و قتاص اسمه Archangel ,و محارب من جنس الـKrogan يلقب بامير الحروب ,و مقاتلة بشرية لديها قدرات biotic رهيبة وعليه ان يبحث عنهم ويجدهم ويقنعهم بالانضام إلى فريقه ,هذه فقط مجرد بداية لان شيبارد سيقوم بالبحث عن مقاتلين آخرين فيما بعد بالإضافة لهم وهم Asari Justicar ,Tali ,Drell assassin.و على شيبارد السفر إلى مختلف الكواكب والمدن بالمجرات المختلفة ويتجاوز كل الصعوبات ومقاتلة كل من يقف أمامه ليصل اليهم ويضمهم لفريقه وبعد ذلك يساعدهم لينال ثقتهم.
و ليصل شيبارد إلى قاعدة الـCollectors عليه ان يعبر بسفينته بوابة الـOmega-4 relay والتي لم ينج منها أحد في التاريخ ومن اجل ذلك عليه بتحديث السفينة وهو تعديل الـIFF وذلك بزيارة انتحارية لإحدى المحطات الفضائية المهجورة.ثم سيكون جاهز ومستعد لمواجهة الـCollectors والقضاء عليهم.

## أجزاء اللعبة
| الاسم      | الإصدار | الأجهزة                            |
| ---------- | ------- | ---------------------------------- |
| ماس إيفكت  | 2007    | ويندوز، إكس بوكس 360               |
| ماس إفكت 2 | 2010    | ويندوز، إكس بوكس 360، بلاي ستيشن 3 |
| ماس إفكت 3 | 2012    | ويندوز، إكس بوكس 360، بلاي ستيشن 3 |

## نظر أيضا
- ريد فاكشن: جوريلا

## روابط خارجية
- ماس إفكت 2 على موقع IMDb (الإنجليزية)